# Stornoret
Stornoret är en sjö i Malung-Sälens kommun i Dalarna och ingår i Dalälvens huvudavrinningsområde. Sjön har en area på 0,0638 kvadratkilometer och ligger 345,4 meter över havet.

## Delavrinningsområde
Stornoret ingår i det delavrinningsområde (676093-136745) som SMHI kallar för Ovan VDRID = Äran i Västerdalälvens vattendragsyta. Medelhöjden är 443 meter över havet och ytan är 33,92 kvadratkilometer. Räknas de 243 avrinningsområdena uppströms in blir den ackumulerade arean 2 943,54 kvadratkilometer. Västerdalälven som avvattnar avrinningsområdet har biflödesordning 2, vilket innebär att vattnet flödar genom totalt 2 vattendrag innan det når havet efter 419 kilometer. Avrinningsområdet består mestadels av skog (61 procent) och öppen mark (14 procent). Avrinningsområdet har 1,11 kvadratkilometer vattenytor vilket ger det en sjöprocent på 3,3 procent. Bebyggelsen i området täcker en yta av 1,99 kvadratkilometer eller 6 procent av avrinningsområdet.